# アイヌ民族運動

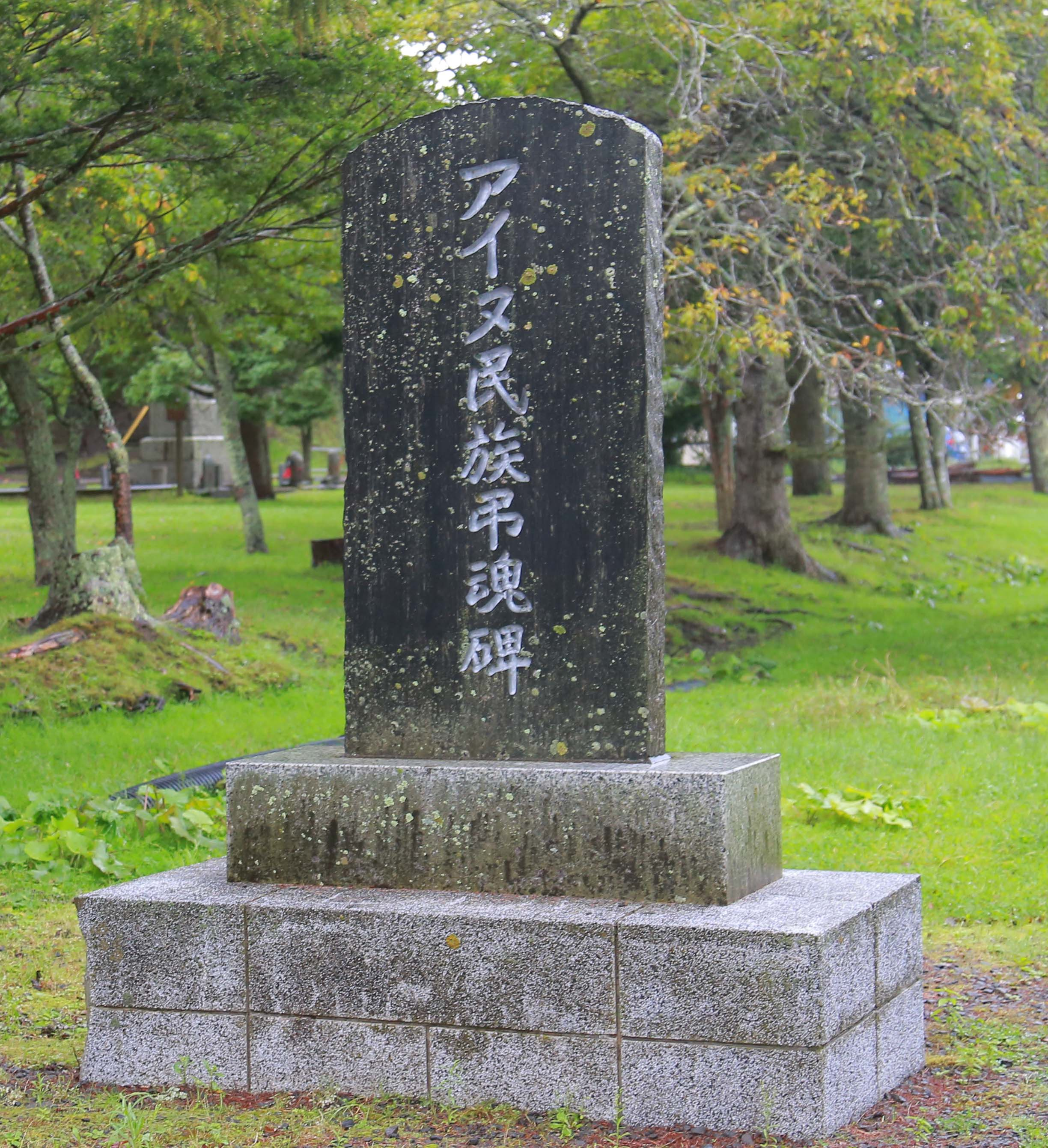
アイヌ民族弔魂碑（北海道厚岸町）

アイヌ民族運動（アイヌみんぞくうんどう）は、日本、とりわけ北海道に居住するアイヌ民族が、その地（アイヌモシリ）における民族的権利の獲得・回復を目指して行っている運動である。日本国内では、アイヌの人々は近代において権利や文化を否定され、現代においては差別問題や先住権の議論などが残る。

## 背景

### アイヌと和人の歴史
日本人（和人）の北海道（蝦夷地、アイヌモシリ）への入植は、13世紀頃から始まる。和人との交易に従事したが、江戸時代には従属を余儀なくされ、こうした中でアイヌによる武装蜂起も起こった。入植は19世紀後半に本格化する。
日露和親条約における日露間の国境交渉では、日本側はアイヌを「日本に所属する人民」とした。1869年に設置された開拓使により和人の「開拓」が始まると、アイヌの土地等の権利はないがしろにされた。1877年の北海道地券発行条例ではアイヌの土地であった山林・原野が国有地化されたほか、1899年には北海道旧土人保護法が制定され、狩猟・採集を主としてきたアイヌの生活を農耕中心の生活に転換することが図られた。この頃同化政策も導入され、アイヌの伝統文化や言語が禁止されていった。また、明治から1970年代にかけてアイヌの人々の遺骨が研究などの目的で持ち出されている。
旧土人保護法によりアイヌに給与された土地は、北海道土地払下規則による和人へのそれと比べて粗悪なものであったことが多く、1970年代に北海道庁が行った調査では、アイヌの手に残った給与地は当初の給与地の17パーセントに満たなかったことがわかっている。一方、1992年時点で北海道の土地面積の40パーセントを国有地が占めている。

### 国際的な先住民認知の高まりとアイヌに関する法律
アメリカでは公民権運動の影響を受けて、先住民による権利回復運動が組織された。その直接行動は大きな影響を与え、先住民の運動が国際化されていった。そうしたなかで1970年代から国連でも先住民の権利の問題が取り上げられるようになり、1982年には国連先住民作業部会（UNWGIP）が設置された。先住民の権利をまとめた宣言の作成が目指され、会議でのオブザーバー資格が全ての先住民や支援グループ、専門家に与えられるという異例の措置が取られた。アイヌも1987年より参加し、対する日本政府も参加するようになった。2007年、先住民族の権利に関する国際連合宣言が国連総会で採択。
日本国内では1997年、「アイヌを民族として否定する同化政策法ともいえる」北海道旧土人保護法に代わって、アイヌ文化振興法が施行されたが、これはアイヌ文化の振興を目的とするもので、権利については触れられなかった。2007年の国連宣言を受けて翌年、衆参両院で「アイヌ民族を先住民族とすることを求める決議」がなされ、2019年にアイヌ施策推進法が施行。この法律では「日本列島北部周辺、とりわけ北海道の先住民族であるアイヌの人々」としており、アイヌが先住民であることが法律において初めて明記されたが、またしても民族の権利は保障されなかった。

## 先住民族の権利の保障

### 所有権・財産権
先住権（先住民族の権利）の定義については曖昧な部分もあるが、アムネスティ・インターナショナルによると、「土地や資源の返還を求める権利」、「自治を求める権利」、「伝統的につながりを持ってきた土地や資源を利用する権利」などが国際連合で認められている。
1989年に二風谷ダム建設のための強制収用の裁決を北海道収用委員会が行い、これを不服とした萱野茂らが札幌地方裁判所に提訴した。萱野茂は、「アイヌ民族の『聖地』を奪う」ものだとし、札幌地裁は「裁決は違法」との判決を下した。また、日本国内外の大学に保管されているアイヌ遺骨の返還を求める訴訟がある。
2019年9月、北海道紋別市でアイヌ民族出身の畠山敏が、道に捕獲許可の申請をせずに伝統儀式用のサケを捕獲した。道職員は違法行為として制止し、その後道警の取り調べを受けた。畠山は「サケ漁をするかどうかは自己決定権だ」と主張している。
2020年8月、ラポロアイヌネイションが現在は法律で禁止されている、河川での商業的なサケ捕獲の権利（サケ捕獲権）の確認を求め、国と北海道を提訴した。先住権の確認を求める訴訟は日本では初となり、同団体の長根弘喜会長は「私たちアイヌがもともと持っていた権利を取り戻すための裁判だ」と述べた。

### 自治権
国会にアイヌ民族の議席（特別枠）を設けるべきとの意見があるほか、アイヌ民族でつくる団体などが自治権の拡大を求めている。

## 年表
- 1669年　シャクシャインの戦い
- 1789年　北海道東部でアイヌによる和人への蜂起が起きる。

- 1869年　開拓使設置。
- 1899年　北海道旧土人保護法制定。
- 1903年　大阪・天王寺で開かれた第5回内国勧業博覧会の学術人類館で生きたアイヌが展示[注 4]。

- 1931年　札幌市で全道アイヌ青年大会開催。
- 1946年　北海道アイヌ協会設立。
- 1972年　日本人類学会年次大会総会において、活動家の太田竜、民族運動団体代表の結城庄司が壇上を占拠。アイヌ不在のまま研究の名目でアイヌ文化を管理領有してきたとして学術学会を厳しく糾弾する声明と公開質問状を読み上げる[14]。
- 1986年　中曽根康弘「単一民族発言」
- 1994年　萱野茂がアイヌ民族出身者として初となる国会議員に選出。
- 1997年　
  - 札幌地方裁判所が二風谷ダム訴訟判決で、アイヌが先住民族であることを認める[8]。
  - アイヌ文化振興法成立、公布、施行[注 1]。
- 1999年　小川隆吉らがアイヌ民族共有財産の返還手続きの無効の確認求め提訴。

- 2006年　アイヌ民族共有財産裁判で原告団側の敗訴確定。
- 2007年　国連で『先住民族の権利に関する国際連合宣言』採択。
- 2008年　衆参両院で『アイヌ民族を先住民族とすることを求める決議』採択。
- 2014年　金子快之札幌市議会議員(当時)、Twitterに「アイヌ民族なんて、いまはもういないんですよね」などと投稿[15][注 5]。

- 2019年　
  - 5月24日　アイヌ施策推進法[注 2]施行。
  - 11月5日　北海道大学の笠原正典学長職務代理が会見で、アイヌ遺骨が適切に保管されていなかったことについて「真摯に反省しております」としたが、謝罪はせず[17][18]。
  - 11月19日　札幌医科大学の三浦哲嗣医学学長が会見で、アイヌ遺骨収集について「アイヌの方々が受けてこられた苦痛と苦難に対し、おわび申し上げる」と謝罪[17][19]。
- 2020年
  - 7月12日　ウポポイ（民族共生象徴空間）開業。
  - 8月17日　ラポロアイヌネイションがサケ捕獲権（先住権）の確認求め国と道を提訴[11][12][13]。
- 2021年
  - 3月12日　日本テレビ『スッキリ』でアイヌ民族の女性をテーマにしたドキュメンタリー作品を紹介後、出演者の脳みそ夫が「この作品とかけまして動物を見つけたととく。その心は、あ、犬」との謎かけを披露、同日日テレが謝罪[20]。
- 2022年
  - 1月20日　岸田文雄首相、参院本会議で大学保管のアイヌ遺骨について「返還を進める」などと答弁[21]。